# Aneta Konieczna
Aneta Regina Konieczna, född den 11 maj 1978 i Krosno Odrzańskie, Polen, är en polsk kanotist.
Hon tog OS-brons i K2 500 meter i samband med de olympiska kanottävlingarna 2000 i Sydney. Hon tog återigen OS-brons i K2 500 meter i samband med de olympiska kanottävlingarna 2004 i Peking. 
Hon tog OS-silver i K2 500 meter i samband med de olympiska kanottävlingarna 2008 i Peking.